# Georgina Cordeiro
Georgina Cordeiro (26 de junho de 1905 - 19??) foi uma actriz portuguesa.

## Biografia
Georgina Cordeiro nasceu em junho de 1905, era filha de Augusto Cordeiro.
Frequentou o Conservatório Nacional de Teatro.
Em 1921 já era atriz no Teatro Politeama.
Passa por diversas Companhias Teatrais.
Nos anos 60 faz televisão (RTP) e integra as Companhias do Teatro Estúdio de Lisboa e Teatro Villaret (esta, dirigida por Raul Solnado).
Faz teatro radiofónico, participa nomeadamente nos folhetins O Encanto de Lorna Doone (1960) e Álvares Cabral (1968).
Em 1973 faz parte do elenco da comédia "O Ovo" no Teatro Villaret.

## Televisão
- 1961 - "A Vizinha do Lado"[8]
- 1962 - "Retrato de Senhora" [9][10]
- 1962 - "Enredo Galante" [8]
- 1963 - "O Caso do Senhor Vestido de Violeta"[8]
- 1963 - "Elixir 74" [8]
- 1964 - "A Praça de Berckley" [8]
- 1967 - "Uma Ação em Tribunal" [8]
- 1968 - "O Espelho Grande da Vida"[8]

## Teatro
- 1921 - Emigrantes - Teatro Politeama[11]
- 1929 - Chá de Parreira - Teatro Variedades[12]
- 1930 - Feira da Luz - Teatro da Trindade[13]
- 1931 - Nau Catrineta - Teatro Maria Vitória[14]
- 1933 - Fogo de Vistas - Teatro Avenida[15]
- 1934 - Viva a Folia - Teatro Maria Vitória[16]
- 1936 - Fontes Luminosas - Teatro Avenida[17]
- 1938 - Sempre em Pé! - Teatro Variedades[18]
- 1941 - Maria Cachucha - Teatro Avenida[19]
- 1942 - O Danúbio Azul - Teatro Variedades[20]
- 1945 - Alto Lá Com o Charuto! - Teatro Variedades[21]
- 1947 - Tá Bem ou Não Tá? - Teatro Avenida[22]
- 1951 - História de Uma Fadista - Digressão (Companhia Hermínia Silva)[23][24]
- 1951 - Doce da Teixeira - Teatro Sá da Bandeira[25]
- 1960 - Flausino, Homem de Letras - Teatro Avenida[26]
- 1964 - Joana de Lorena - Teatro Estúdio de Lisboa[27][2]
- 1965 - O Pomar das Cerejeiras - Teatro Estúdio de Lisboa[2]
- 1965 - Desculpe se o Matei - Teatro Villaret[28]
- 1966 - Verão e Fumo - Teatro Villaret[29]
- 1969 - O Vison Voador - Teatro Villaret[30]
- 1973 - O Ovo - Teatro Villaret[7]